# Marca del Friül
La Marca del Friül va ser una marca fronterera carolíngia com a defensa contra els hongaresos durant els segles ix i x que substituí al Ducat de Friül, a l'actual Llombardia.
L'any 774, quan el Regne de Llombardia fou conquerit per Carlemany, aquest va permetre als llombards i posteriorment als ducs francs, continuaren governant al Friül, al qual ser li va afegir Pannònia com a part de l'Imperi Carolingi, com a baluard contra els àvars de Pannònia i els croats.
Quan l'últim duc, Baldric (que morí l'any 828 a Aquisgrà), va ser deposat del càrrec l'any 827, el Ducat va ser dividit en quatre comtats. L'any 846 aquests comtats van ser reunits de nou i atorgats a Eberhard amb de títol de duc, malgrat que els seus successors van ser anomenats marquesos.
L'any 887, Berenguer del Friül va ser escollit Rei d'Itàlia. La seva elecció va provocar que durant dècades es produïssin lluites entre rivals que reclamaven el tron. L'any següent, Berenguer va perdre el tron i tot i intentar-ho en diverses ocasions, no ho va aconseguir fins a l'any 905. Després de la seva mort l'any 924, Hug d'Arles va ser escollit com a successor. Aquest no va nomenar cap marquès i la marca va quedar vacant, malgrat que la marca va romandre com una divisió política del Regne d'Itàlia durant l'alta edat mitjana.